# Œuf de dinosaure
Un œuf de dinosaure est un réceptacle organique dans lequel un embryon de dinosaure se développe.
Des fossiles d'œufs ont été découverts sur tous les continents (excepté l'Antarctique) et dans plusieurs couches géologiques de l'ère secondaire.
Il existe différents types d'œufs fossilisés qui correspondent à différentes espèces de dinosaures. Une classification à trois niveaux a émergé, elle est aujourd'hui partagée dans le monde entier. Quelques œufs fossilisés contenaient des restes d'embryons ce qui a permis de les attribuer à des dinosaures précis, cependant dans la majorité des cas les paléontologues ne peuvent émettre que des hypothèses sur les parents des œufs.
La forme des œufs, leur taille, est très variée, il en existe de très allongés, attribués aux théropodes, et des sphériques. La structure de la coquille est un caractère qui évolue lentement, elle permet donc de distinguer les grands groupes de dinosaures en fonction de leurs œufs. Les Ooespèces peuvent donc correspondre à plusieurs espèces.
Les œufs des dinosaures et leurs nids peuvent nous en apprendre beaucoup sur l'écologie, et même sur l'anatomie, de ces animaux disparus.

## Historique des découvertes
Lorsque les premiers restes de dinosaures scientifiquement documentés ont été décrits en Angleterre dans les années 1820, il était présumé que les dinosaures pondaient des œufs parce qu'ils étaient des reptiles. En 1859, les premiers fossiles d'œufs de dinosaures scientifiquement documentés ont été découverts en France par Jean-Jacques Poech, dans les Pyrénées, bien qu'ils aient été confondus avec des œufs d'oiseaux géants. 
Les premiers fossiles d'œufs de dinosaures scientifiquement reconnus ont été découverts en 1923 par une équipe du musée américain d'histoire naturelle en Mongolie. Depuis, de nombreux nouveaux sites de nidification ont été découverts dans le monde entier.

## Description des œufs
Chez les oiseaux, les crocodiliens et la majorité des tortues, la coquille des œufs est organisée en trois couches successives :
1. une cuticule externe, elle peut être colorée chez les oiseaux modernes ;
2. une couche calcifiée qui assure la rigidité de l'ensemble, elle peut être elle-même divisée en 1, 2, ou 3 couches selon les Oofamilles ;
3. une membrane interne organique qui n'existe plus dans les spécimens fossilisés.

Cette organisation est présente dans la majorité des œufs fossiles de dinosaures découvertes. La coquille est traversée par des pores en densité variable qui permettent la respiration de l'embryon. Elles peuvent également être ornementées.

## Étude

### Classification parataxonomique
À partir de 1975, le paléontologue chinois Zhao Zi-Kui a développé un système de classification des œufs de dinosaures basée sur leurs caractéristiques propres, plutôt qu'en fonction de leur mère hypothétique. Cette méthode a commencé à se diffuser en Occident à la suite des travaux de Konstantin Mikhailov.
La structure des coquilles d'œufs, vues en coupe mince au microscope, permet de distinguer trois principales catégories d'œufs :
- sphérulitiques (sauropodes et hadrosaures)
- prismatiques
- ornithoïdes (théropodes, y compris les oiseaux modernes)

Plus d'une trentaine d'Oogenera (genre d'œufs) ont ainsi été décrits :
| - Ageroolithus - Apheloolithus - Boletuoolithus - Cairanoolithus - Continuoolithus - Dendroolithus - Dictyoolithus - Dispersituberoolithus - Ellipsoolithus - Elongatoolithus | - Faveoolithus - Heishanoolithus - Laevisoolithus - Macroolithus - Macroelongatoolithus - Mégaloolithus - Nanshiungoolithus - Oblongoolithus - Ovaloolithus - Pachycorioolithus | - Paraspheroolithus - Phaceloolithus - Placoolithus - Porituberoolithus - Polyclonoolithus - Préprismatoolithus - Prismatoolithus - Protoceratopsidovum - Pseudogeckoolithus - Shixingoolithus | - Sphaerovum - Spheroolithus - Spheruprismatoolithus - Stromatoolithus - Subtiliolithus - Tacuarembovum - Trachoolithus - Tristraguloolithus - Youngoolithus |

### Méthodologie d'étude
La coquille d'œuf de dinosaure peut être étudiée en coupe mince et visualisée au microscope. L'intérieur d'un œuf de dinosaure peut être étudié par tomodensitométrie ou en dissolvant progressivement la coquille avec de l'acide.

## Histoire évolutive
Les oiseaux, qui appartiennent au super-ordre des dinosaures, pondent tous des œufs. C'est également le cas des crocodiliens, groupe qui forme avec les dinosaures le clade des Archosauria.
Une étude, publiée en 2020 dans la revue Nature, émet l'idée que les œufs des dinosaures primitifs possédaient une coquille molle et que la coquille dure soit un caractère acquis indépendamment dans trois lignées distinctes.
Cependant elle a rapidement été critiquée et l'hypothèse la plus couramment admise reste celle d'une origine ancestrale du caractère « coquille dure » (synapomorphie).

### Jurassique
Les plus anciens œufs et embryons de dinosaures connus proviennent de Massospondylus, qui vivait au Jurassique inférieur, il y a environ 190 millions d'années.

### Crétacé
L'étude des Macrolithus yaotunensis pondus il y a 66 millions d'années par Heyuannia huangi a permis d'apporter la première preuve de la préservation de la cuticule externe des œufs fossiles. La présence de pigments comme la protoporphyrine et la biliverdine permet de savoir que les œufs de cette espèce étaient de couleur bleu-verdâtre. La porosité de la coquille permet de déduire que les œufs étaient laissés à l'air libre, plutôt qu'enterrés, chez les oviraptoridés.